# Новая Гельвеция

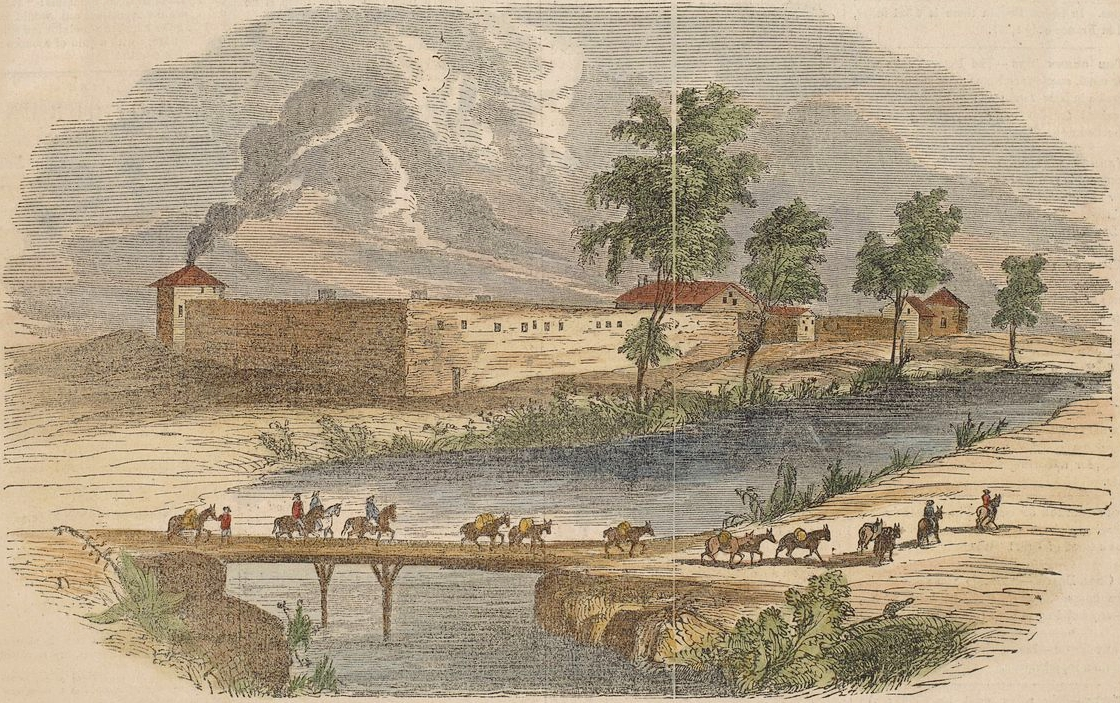
Форт Саттера

Но́вая Гельве́ция (исп. Nueva Helvetia, англ. New Helvetia) — в XIX веке название территории на западном побережье Северной Америки в штате Калифорния, около 140 км к северу от Сан-Франциско. В 1839 её приобрёл американский предприниматель швейцарского происхождения Джон Саттер (Иоганн Август Зуттер), давший ей это название в честь древнеримского названия Швейцарии, где родился его отец. Проект развития территории был разработан другим швейцарским уроженцем — Жаном Жаком Вьоже, до этого создавшим первый регулярный план развития Йерба-Буэны (будущего Сан-Франциско). На территории были основаны торговая и сельскохозяйственная колония и форт. Она располагалась в нескольких километрах восточнее того места, где впоследствии его сын, Джон Саттер-младший, основал город Сакраменто на восточной окраине современного делового центра Сакраменто.